# بريان كاراسكو
بريان كاراسكو (بالإسبانية: Bryan Carrasco)‏ (31 يناير 1991 بسانتياغو في تشيلي - ) هو لاعب كرة قدم تشيلي في مركز الوسط. شارك مع منتخب تشيلي تحت 20 سنة لكرة القدم ومنتخب تشيلي لكرة القدم. أما مع النوادي، فقد لعب مع أوداكس إيتاليانو ونادي دينامو زغرب.

## روابط خارجية
- بريان كاراسكو على موقع قاعدة بيانات كرة القدم.إي يو (الإنجليزية)
- بريان كاراسكو على موقع ناشيونال فوتبول تيمز (الإنجليزية)
- بريان كاراسكو على موقع Soccerway.com (الإنجليزية)
- بريان كاراسكو على موقع عالم كرة القدم.نت (الإنجليزية)
- بريان كاراسكو على موقع AS.com (الإسبانية)